# Barbon
Pour les articles homonymes, voir Barbon (homonymie).
Barbon est un village et une paroisse civile de Cumbria, situé dans le nord-ouest de l'Angleterre. 